# Bill Bradley (1941)
William Carl Bradley, detto Bill (16 giugno 1941 – 5 giugno 2002), è stato un cestista statunitense, professionista nella ABA.